# Rókka (La Canée)
Rókka, en grec moderne : Ρόκκα, est un village du dème de Kissamos, dans le district régional de La Canée, de la Crète, en Grèce. Selon le recensement de 2011, la population de Rókka compte 52 habitants. Le village est situé à une distance de 35 km de La Canée.

## Recensements de la population
| Recensements | 1900 | 1920 | 1928 | 1940 | 1951 | 1961 | 1971 | 1981 | 1991 | 2001 | 2011 |
| ------------ | ---- | ---- | ---- | ---- | ---- | ---- | ---- | ---- | ---- | ---- | ---- |
| Population   | 136  | 114  | 130  | 139  | 126  | 120  | 107  | 95   | -    | 71   | 52   |